# صوت (غناء شعبي)
الصوت نوع من الغناء الشعبي نشأ في حضرموت ومنها انتقل (اللفظ) إلى باقي المناطق في الخليج كالبحرين والكويت. ومن أشهر أنواع الأصوات الدان الحضرمي. كما يستخدم اللفظ من قبل العامة كمرادف لما يمكن أن نسميه باللغة المعاصرة بالـ لحن أو الـ أغنية فيقولون (هذا صوت بدوي) أي هذه أغنية بدوية.